# 美拉尼西亞語
在語言學中，美拉尼西亞語是一個過時的術語，指的是分布於美拉尼西亞的南島語：涵蓋所有不屬於玻里尼西亞語和密克羅尼西亞語的南島語，包含一些非大洋洲語族的東部或中部馬來-玻里尼西亞語族語言。1970左右的南島語分類研究大致如下：
- 台灣南島語（北部）
- 西部馬來-玻里尼西亞語族
- 東部馬來-玻里尼西亞語族
  - 美拉尼西亞語（包括斐濟語）
  - 密克羅尼西亞語
  - 玻里尼西亞語

現在普遍知道，「美拉尼西亞語」並不構成一個系譜學中的演化分支，而是並系群，甚或是多系群的；如同巴布亞諸語言，僅為方便性術語，使用時最好以引號標註。 雖然最初的分類方式更偏向種族性的劃分，而非語言學上的演化分支，美拉尼西亞的南島語與其他中-東部馬來-玻里尼西亞語族語言均受到巴布亞諸語言長期影響，在類型學上十分相近。

## 美拉尼西亞諸語言
大多數的美拉尼西亞語言屬於南島語族，或是屬於巴布亞諸語言眾多語族中的一支。據統計，美拉尼西亞有1319種語言，分散於有限的地理區域。比例約為每平方公里就有716種語言，是目前世界上語言密度最高的，幾乎是奈及利亞（同為語言密度極高的國家）的三倍。
除了大量的原住民語言之外，美拉尼西亞也有許多皮欽語及克里奧爾語。較為常提及的語言有如巴布亞皮欽語、希里摩圖語、索羅門皮京語、比斯拉馬語和巴布亞馬來語。